# Bolitoglossa robusta
Bolitoglossa robusta es una especie de salamandras en la familia Plethodontidae.
Habita en Costa Rica y el oeste de Panamá.
Su hábitat natural son bosques húmedos tropicales o subtropicales a baja altitud y los montanos húmedos tropicales o subtropicales.
Está amenazada de extinción debido a la destrucción de su hábitat.